# شلالات مورشيسون
شلالات مورشيسون، المعروفة أيضًا باسم شلالات كاباليجا، ه, شلال يقع بين بحيرة كيوغا وبحيرة ألبرت على نهر فيكتوريا في أوغندا. في الجزء العلوي من شلالات مورشيسون، يشق نهر النيل طريقه عبر فجوة في الصخور، بعرض 7 أمتار (23 قدمًا) فقط، ويهبط من أرتفاع 43 مترًا (141 قدمًا)، قبل أن يتدفق غربًا إلى بحيرة ألبرت. يرسل مصب بحيرة فيكتوريا حوالي 300 متر مكعب في الثانية (11000 قدم مكعب / ثانية) من المياه فوق الشلالات، محشورة في ممر يقل عرضه عن 10 أمتار (33 قدمًا).
يعتقد بعض المؤرخين أن فريقًا من الفيلق الروماني أرسله نيرو ربما وصل إلى شلالات مورشيسون في عام 61 بعد الميلاد ، ولكن هناك جدلًا كبيرًا حول جدوى ما كان يمكن أن يكون إنجازًا صعبًا للغاية.
كان صموئيل بيكر وفلورنس بيكر أول الأوروبيين الذين شاهدوا الشلال. أطلق عليه بيكر اسم رودريك مورشيسون، وهو رئيس الجمعية الجغرافية الملكية. ويسمى المنتزه المحيط بالشلالات بذات الاسم (منتزه شلالات مورشيسون الوطني).
خلال فترة حكم عيدي أمين في السبعينيات ، غُيير الاسم إلى شلالات كاباليجا، على اسم أوموكاما (الملك) كاباليجا بونيورو، على الرغم من أن هذا لم يُعتمد قانونيًا. أُعيد الاسم إلى شلالات مورشيسون بعد سقوط أمين. لا يزال يشار إليها أحيانًا باسم شلالات كاباليجا.
تحطمت طائرة إرنست همنغواي على ضفاف نهر من شلالات مورشيسون عام 1954. في أغسطس 2019، رفضت أوغندا مشروعًا للطاقة الكهرومائية من قبل شركة Bonang Power and Energy الجنوب إفريقية وذلك من أجل الحفاظ على الشلالات، وهي أحد أكثر المواقع السياحية ربحًا في البلاد

## معرض الصور

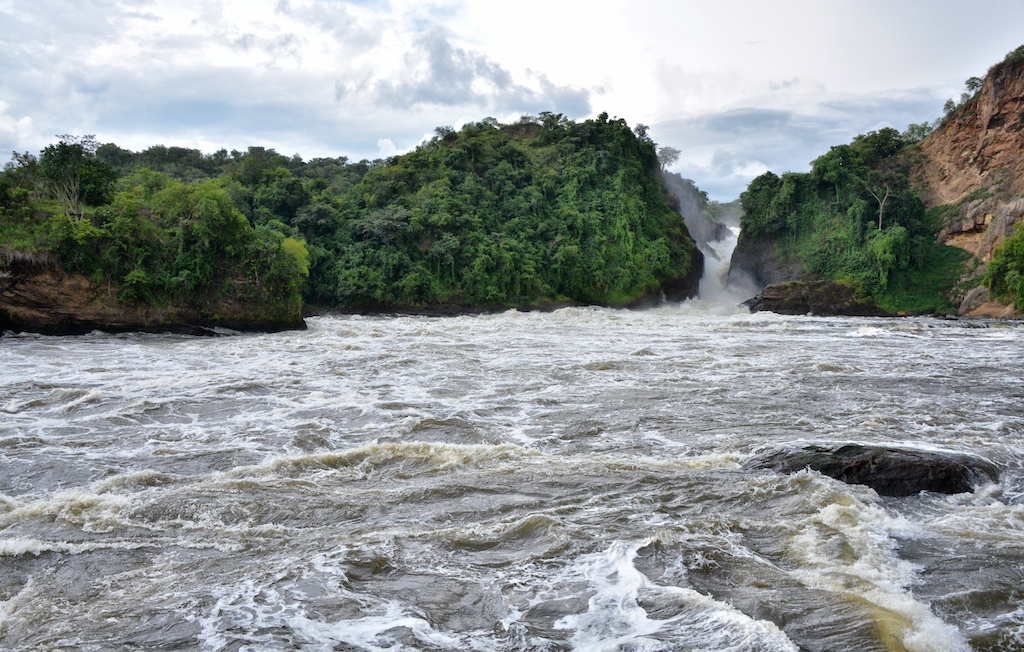
Wide-angle view of Murchison Falls from downstream
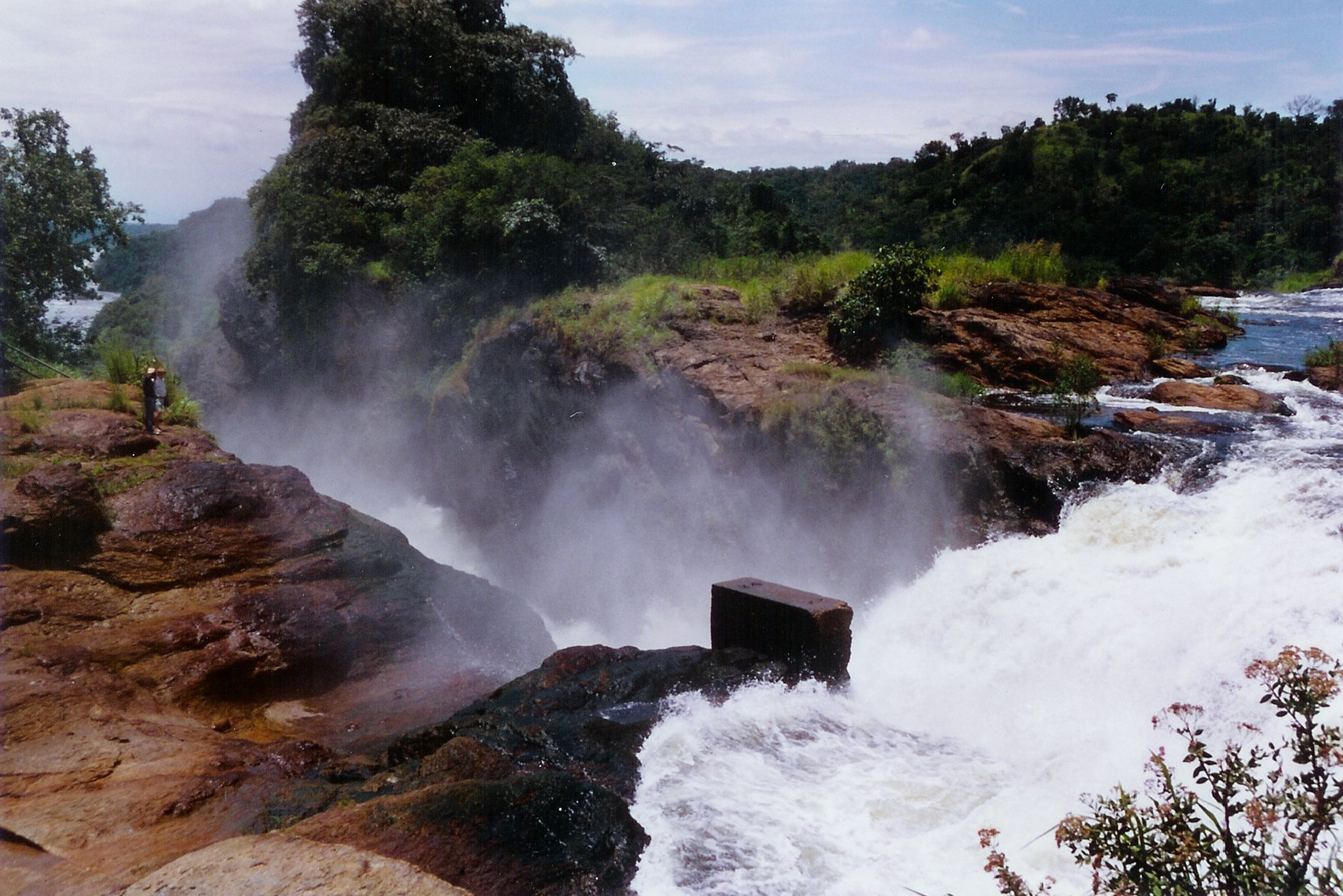
Murchison Falls from above

.